# Parapherocera wilcoxi
Parapherocera wilcoxi är en tvåvingeart som beskrevs av Irwin 1977. Parapherocera wilcoxi ingår i släktet Parapherocera och familjen stilettflugor.
Artens utbredningsområde är Kalifornien. Inga underarter finns listade i Catalogue of Life.